# Wiatrak holenderski w Gostkowie
Wiatrak holenderski w Gostkowie – wiatrak holenderski z poł. XVIII wieku w Gostkowie.

## Historia
Wiatrak został zbudowany na wzniesieniu w połowie XVIII wieku. Służył jako młyn dla  właściciela browaru i gorzelni. Pracował do 1946 roku. W latach 80. XX wieku został sprzedany. Jest własnością prywatną. W styczniu 2007 roku wiatr złamał mu dwa skrzydła.

## Wpis do rejestru zabytków
10 września 1984 roku wiatrak został wpisany do rejestru zabytków pod numerem A/5229/1026/Wł.